# Montromant
Montromant ist eine französische Gemeinde mit 447 Einwohnern (Stand 1. Januar 2022) im Département Rhône in der Region Auvergne-Rhône-Alpes. Sie gehört zum Arrondissement Lyon und zum Kanton L’Arbresle.

## Nachbargemeinden
Nachbargemeinden von Montromant sind Courzieu im Norden, Yzeron im Osten, Saint-Martin-en-Haut im Südosten, Duerne im Süden und Saint-Genis-l’Argentière im Westen.

## Bevölkerungsentwicklung
| Jahr                       | 1962 | 1968 | 1975 | 1982 | 1990 | 1999 | 2013 |
| Einwohner                  | 355  | 333  | 320  | 334  | 319  | 365  | 439  |
| Quellen: Cassini und INSEE |      |      |      |      |      |      |      |

## Sehenswürdigkeiten
- Der Aquädukt über die Brévenne aus der Zeit des Kaisers Claudius durchquert den Ort.

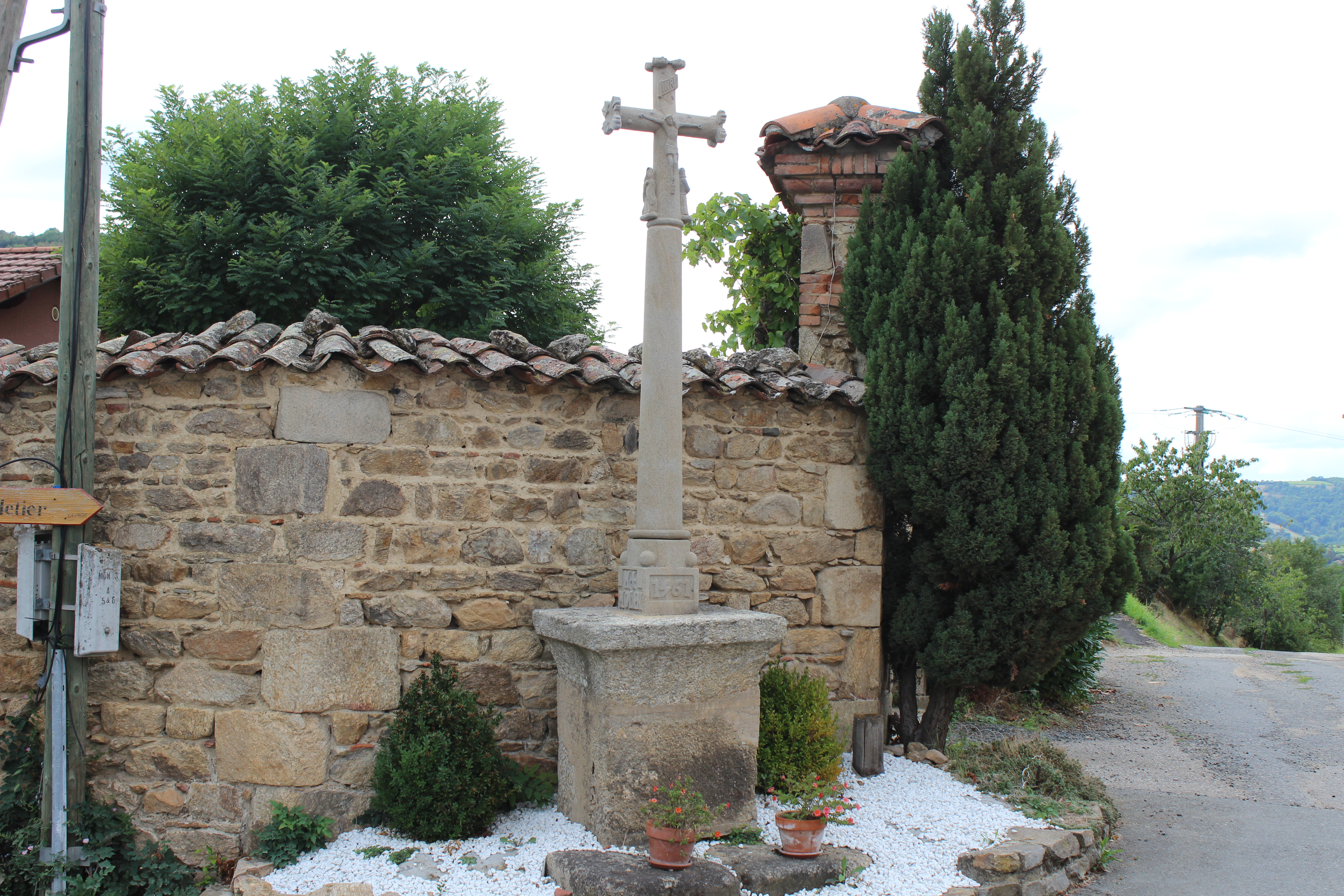
Kreuz (1561)
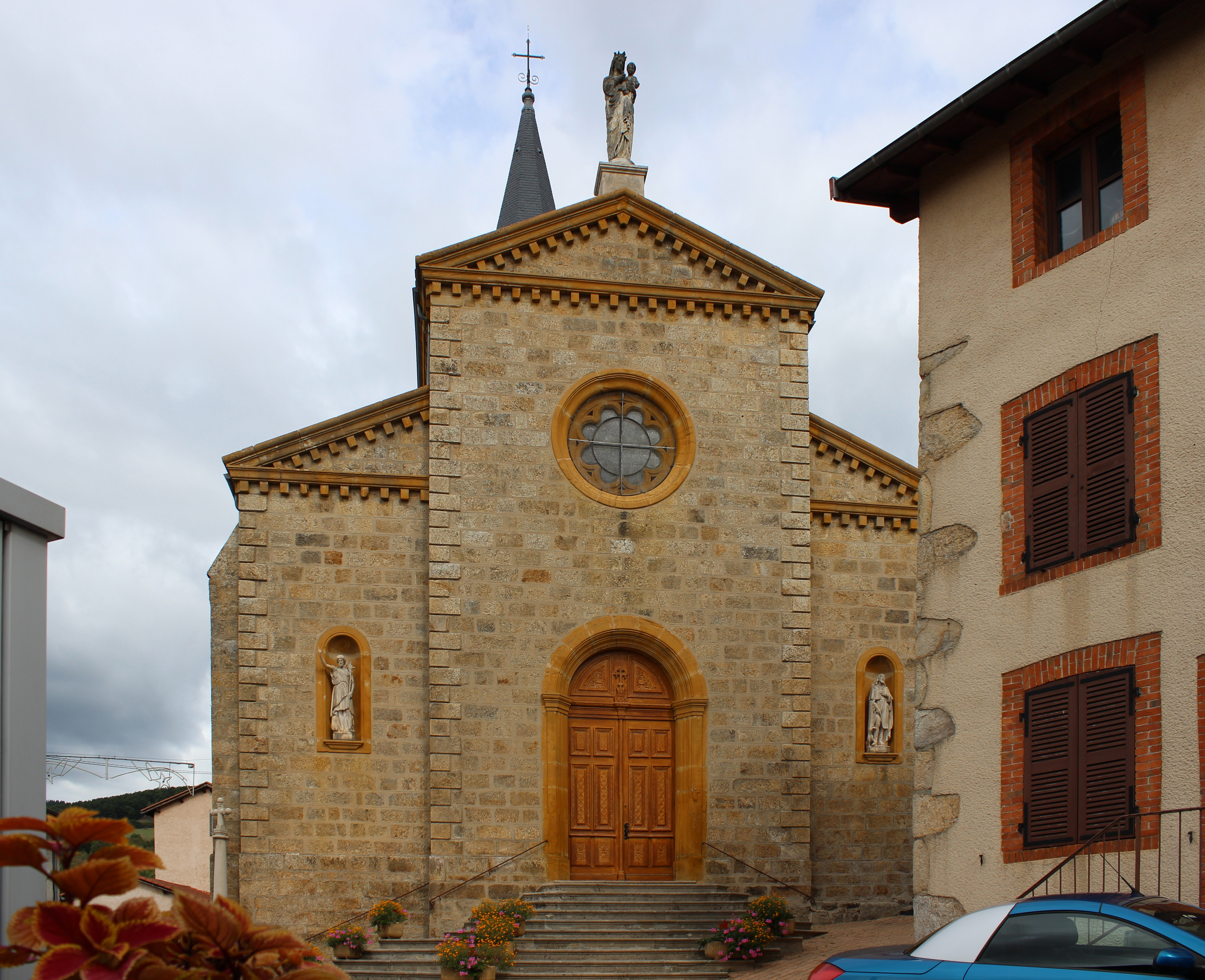
Kirche Notre-Dame
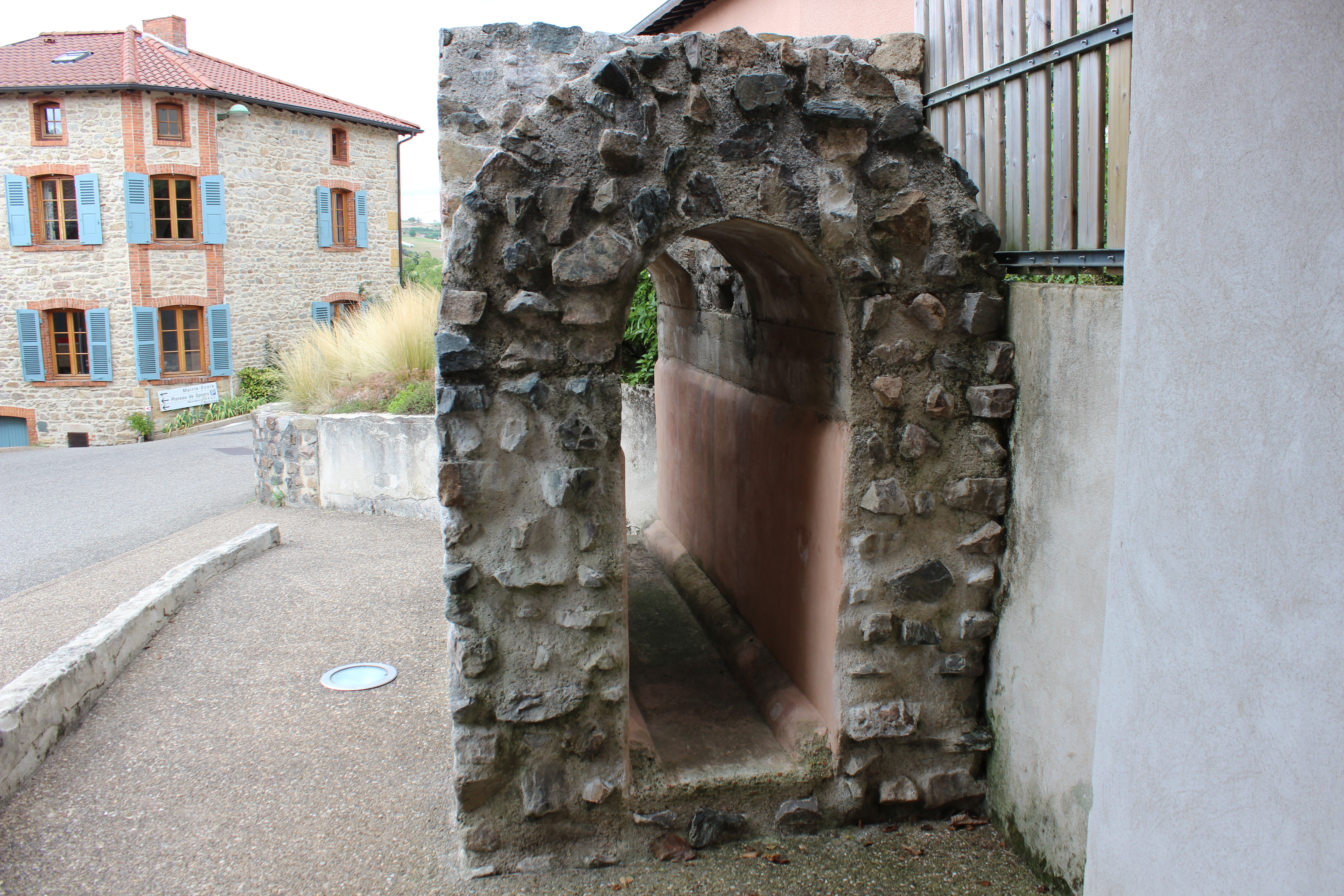
Teil des Aquädukts